# Gumuk Mas
Gumuk Mas is een bestuurslaag in het regentschap Pringsewu van de provincie Lampung, Indonesië. Gumuk Mas telt 2736 inwoners (volkstelling 2010).